# Уиллс, Джедрик
Джедрик Уиллс—младший (англ. Jedrick Wills Jr.; 17 мая 1999, Лексингтон, Кентукки) — профессиональный американский футболист, выступающий на позиции тэкла нападения в клубе НФЛ «Кливленд Браунс». На студенческом уровне играл за команду Алабамского университета. Победитель плей-офф национального чемпионата в сезоне 2017 года. На драфте НФЛ 2020 года был выбран в первом раунде под общим десятым номером.

## Биография
Джедрик Уиллс родился 17 мая 1999 года в Лексингтоне в штате Кентукки. Там же окончил старшую школу Лафейетт. В составе её футбольной команды играл на позиции тэкла нападения, дважды участвовал в финале чемпионата штата. Принимал участие в матче всех звёзд школьного футбола. На момент окончания школы считался лучшим игроком Кентукки и лучшим тэклом нападения в стране, занимал 33 место в рейтинге ESPN 300. Имел предложения спортивной стипендии от ряда ведущих футбольных программ NCAA, в 2017 году поступил в Алабамский университет.

### Любительская карьера
В футбольном турнире NCAA Уиллс дебютировал осенью 2017 года. В первом сезоне он принял участие в одиннадцати матчах команды, в одной игре вышел в стартовом составе на месте правого тэкла. Вместе с командой стал победителем плей-офф национального чемпионата, хотя в финале на поле не выходил. Перед стартом сезона 2018 года Уиллс занял место основного правого тэкла. Он сыграл в стартовом составе во всех пятнадцати матчах турнира, пропустив всего один сэк.
Летом 2019 года Уиллс назывался среди возможных претендентов на трофей Аутленда, присуждаемый лучшему линейному студенческого футбола. Во всех тринадцати играх сезона он выходил на поле стартовым правым тэклом, пропустив один сэк. Благодаря его успешной игре линия нападения «Алабамы» вошла в число лучших в I дивизионе NCAA по ряду статистических показателей. По итогам года Уиллс вошёл в состав сборной звёзд конференции SEC и во вторую команду звёзд сезона по версиям Associated Press, Sporting News и Ассоциации футбольных тренеров Америки.

### Профессиональная карьера
По мнению аналитика издания Bleacher Report Мэтта Миллера, Уиллс был лучшим тэклом нападения среди выходящих на драфт НФЛ 2020 года. Среди сильных сторон игрока он называл хорошую работу ног и быстроту, эффективность в пасовых розыгрышах, игровой интеллект и жёсткость, взрывной старт, атлетизм. К недостаткам Миллер относил некоторую медлительность в работе рук, склонность выпрямляться при блокировании для выносящего мяч игрока, пробелы в технике, связанные с недостаточным опытом игры.
На драфте Уиллс был выбран «Кливлендом» в первом раунде под общим десятым номером. В мае 2020 года он подписал с клубом четырёхлетний контракт на сумму 19,7 млн долларов, предусматривавший возможность продления ещё на один сезон по инициативе клуба. В составе «Браунс» он перешёл на противоположный фланг, заняв место основного левого тэкла. В дебютном сезоне Уиллс провёл в стартовом составе пятнадцать матчей команды, одну игру он пропустил из-за болезни. Благодаря его успешным действиям команда заняла третье в НФЛ место по количеству набранных выносом ярдов. По итогам сезона он был включён в символическую сборную звёзд новичков по версии Ассоциации футбольных журналистов Америки. В 2021 году он сыграл в тринадцати матчах, пропустив несколько игр из-за травмы голеностопа. Ожидаемого прогресса Уиллс не показал: с 28 допущенными давлениями на квотербека он стал одним из худших в команде, а издание Pro Football Focus выставило ему средние 67,9 баллов за игру в пасовом нападении и 61,5 балл за блокирование в выносном нападении.
В 2022 году Уиллс сыграл во всех семнадцати матчах регулярного сезона, допустив 24 давления на квотербека и шесть сэков. Он заметно снизил свою полезность в выносном нападении, получив от Pro Football Focus всего 55,3 баллов. Несмотря на спад, в мае 2023 года «Браунс» активировали пункт о продлении его контракта на пятый сезон, зарплата игрока на 2024 года составила 14,2 млн долларов.